# Edpercivalia fusca
Edpercivalia fusca là một loài Trichoptera trong họ Hydrobiosidae. Chúng phân bố ở miền Australasia.